# Deuxième concile du Latran
Le deuxième concile du Latran, tenu du 4 au 11 avril 1139 sous la présidence d'Innocent II, est considéré comme le dixième concile œcuménique par l'Église catholique romaine.
Il fut convoqué pour mettre fin au schisme d'Anaclet. Outre les schismatiques, il déclara hérétiques les manichéens et les gnostiques. Il formula les premières condamnations contre les cathares et les béguines.
La plus grande partie du concile traita de questions disciplinaires et d'organisation du clergé, poursuivant la réforme grégorienne à la suite du premier concile du Latran.

## Contexte
Le concile tire ses origines du schisme survenu à la mort, en 1130, du pape Honorius II : les cardinaux sont alors divisés sur le statut à donner au concordat de Worms, qui met fin en 1122 à la querelle des Investitures. S'y ajoutent la rivalité entre deux clans romains, les Frangipani et les Pierleoni. Le 14 février 1130, seize cardinaux partisans des premiers élisent Gregorio Papareschi, qui prend le nom d'Innocent II. Quelques heures plus tard, Pietro Pierleone est élu par d'autres cardinaux ; il prend le nom d'Anaclet II. Grâce à l'appui de Bernard de Clairvaux, Innocent II prévaut finalement, considérablement aidé par la mort de son rival en 1138.

## Déroulement
Une centaine d'évêques étaient présents lors de ce concile.
Le concile convoqué au Latran a d'abord pour but de réparer les déchirures créées par le schisme : Innocent II ouvre la réunion en déplorant le trouble causé par Anaclet dans l'Église, et dépose les évêques schismatiques. Ensuite, il s'agit de poursuivre et parachever l'œuvre du premier concile du Latran (1123). Dans un même esprit, Innocent II souhaite donner une plus grande solennité aux décrets des synodes qu'il a lui-même tenus auparavant : à Clermont (1130), Reims (1131) et Pise (1135).
Le concile se termina par la canonisation de Sturm, disciple de Saint Boniface et fondateur du monastère bénédictin de Fulda.

## Décisions
Le concile adopte trente canons, qui se situent dans la droite lignée de la Réforme grégorienne.

### Réforme du clergé
Le concile rappela  que les évêques et les prêtres doivent conserver une mise modeste et proscrire l'ostentation (canon 4). Il interdit aux clercs réguliers de se livrer à des études profanes, comme le droit ou la médecine, en vue d'un bien matériel.
Le mariage et le concubinage des évêques, prêtres, diacres, sous-diacres, chanoines réguliers, moines et nonnes fut déclaré interdit (canons 6, 7 et 8) : ces mariages furent dès lors considérés comme nuls, et les clercs coupables de nicolaïsme interdits de célébration de l'office.
Il revient aux chapitres cathédraux et aux supérieurs des ordres religieux d'élire les évêques (canon 28).

### Interdits
- Les tournois sont interdits sous peine de privation de sépulture chrétienne (canon 14).
- L'usage de l'arc et de l'arbalète est proscrit à l'encontre des chrétiens (canon 29).
- L'usure est condamnée.

### Liste des canons
Les principaux canons du concile sont les suivants :
- Canon 4: Injonction aux évêques et aux ecclésiastiques de ne pas faire scandale en portant des vêtements ostentatoires mais de s'habiller modestement.
- Canons 6, 7, 8 : Condamnation du mariage et du concubinage parmi les prêtres, les diacres, les sous-diacres, les moines et les nonnes.
- Canon 10: Excommunication des laïcs qui n'ont pas payé les dîmes dus aux évêques,
- Canon 12: Correction/modification des périodes et de la durée de la Trêve de Dieu.
- Canon 14: Interdiction, sous peine de privation d'enterrement chrétien, de joutes et tournois qui mettaient la vie en danger.
- Canon 20: Les rois et les princes ont reçu l'ordre de rendre la justice en consultation avec les évêques.
- Canon 25: Interdiction pour tout religieux d’accepter le bénéfice d’un profane.
- Canon 27: Interdiction aux religieuses de chanter la Office divin dans la même chorale avec des moines.
- Canon 28: Aucune église ne devait rester vacante plus de trois ans après la mort de l'évêque; les chanoines laïques qui excluaient les chanoines réguliers ou les moines des élections épiscopales ont été condamnés.
- Canon 29: Utilisation interdite d'arc et flèche et de frondes (ainsi que potentiellement l'arbalète) contre les chrétiens[3],[4].